# Dimitris Christofi
Dimitris Christofi (Grieks: Δημήτρης Χριστοφή) (Sotira, 28 september 1988) is een Cypriotisch voetballer. Hij tekende in 2020 bij Anorthosis Famagusta.

## Spelerscarrière
Christofi begon zijn spelersloopbaan in 2005 bij de club uit zijn thuisstad, Onisilos Sotira. Hij vervolgde zijn carrière bij Enosis Neon Paralimni. In 2008 kwam hij bij Omonia Nicosia terecht, in de A Divizion, voor een bedrag van 800.000 euro. Dit is tot op heden de duurste binnenlandse Cypriotische transfer ooit. In juni 2013 werd hij verkocht aan FC Sion, waarmee hij op 7 juni 2015 de Zwitserse voetbalbeker 2014/15 won door FC Basel met 3–0 te verslaan. In augustus 2015 keerde hij terug bij Omonia, waar in 2017 zijn contract vernieuwd werd. In januari 2020 tekende Christofi bij Anorthosis Famagusta.

## Interlandcarrière
Christofi maakte zijn debuut in het Cypriotisch voetbalelftal op 19 mei 2008 in een oefeninterland tegen Griekenland.
| Interlanddoelpunten van Dimitris Christofi voor Cyprus | Interlanddoelpunten van Dimitris Christofi voor Cyprus | Interlanddoelpunten van Dimitris Christofi voor Cyprus | Interlanddoelpunten van Dimitris Christofi voor Cyprus | Interlanddoelpunten van Dimitris Christofi voor Cyprus | Interlanddoelpunten van Dimitris Christofi voor Cyprus |
| No.                                                    | Datum                                                  | Wedstrijd                                              | Score                                                  | Uitslag                                                | Competitie                                             |
| Als speler bij Omonia Nicosia                          | Als speler bij Omonia Nicosia                          | Als speler bij Omonia Nicosia                          | Als speler bij Omonia Nicosia                          | Als speler bij Omonia Nicosia                          | Als speler bij Omonia Nicosia                          |
| ------------------------------------------------------ | ------------------------------------------------------ | ------------------------------------------------------ | ------------------------------------------------------ | ------------------------------------------------------ | ------------------------------------------------------ |
| 1.                                                     | 19 november 2008                                       | Cyprus – Wit-Rusland                                   | 1 – 0                                                  | 2 – 1                                                  | Vriendschappelijk                                      |
| 2.                                                     | 28 maart 2009                                          | Cyprus – Georgië                                       | 2 – 1                                                  | 2 – 1                                                  | Kwalificatie WK 2010                                   |
| 3.                                                     | 11 november 2011                                       | Cyprus – Schotland                                     | 1 – 2                                                  | 1 – 2                                                  | Vriendschappelijk                                      |
| Als speler bij FC Sion                                 |                                                        |                                                        |                                                        |                                                        |                                                        |
| 4.                                                     | 9 september 2014                                       | Bosnië en Herzegovina – Cyprus                         | 1 – 1                                                  | 1 – 2                                                  | Kwalificatie EK 2016                                   |
| 5.                                                     | 9 september 2014                                       | Bosnië en Herzegovina – Cyprus                         | 1 – 2                                                  | 1 – 2                                                  | Kwalificatie EK 2016                                   |
| 6.                                                     | 16 november 2014                                       | Cyprus – Andorra                                       | 5 – 0                                                  | 5 – 0                                                  | Kwalificatie EK 2016                                   |
| Als speler bij Omonia Nicosia                          |                                                        |                                                        |                                                        |                                                        |                                                        |
| 7.                                                     | 22 maart 2017                                          | Cyprus – Kazachstan                                    | 3 – 1                                                  | 3 – 1                                                  | Vriendschappelijk                                      |
| 8.                                                     | 31 augustus 2017                                       | Cyprus – Bosnië en Herzegovina                         | 1 – 2                                                  | 3 – 2                                                  | Kwalificatie WK 2018                                   |
| Als speler bij Anorthosis Famagusta                    |                                                        |                                                        |                                                        |                                                        |                                                        |
| 9.                                                     | 28 maart 2023                                          | Armenië – Cyprus                                       | 2 – 2                                                  | 2 – 2                                                  | Vriendschappelijk                                      |

## Erelijst
Omonia Nicosia
- A Divizion

2010
- Beker van Cyprus

2011, 2012
- Supercup van Cyprus

2010, 2012
 FC Sion
- Beker van Zwitserland

2015